# Anserinae
Pour les articles homonymes, voir Ansérine.
Sous-famille
Les ansérinés (ou Anserinae) est une sous-famille des anatidés qui comprend cinq genres d'oies, de bernaches et de cygnes.
Ce sont les plus grands représentants de l'ordre des ansériformes et ils sont aisément reconnaissables à leur long cou et leur sociabilité.

## Phylogénie
Une taxonomie plus ancienne[Quand ?] divisait la sous-famille en cinq genres Anser, Philacte, Chen (à présent dans Anser), Branta et Nesochen (à présent Branta). Cette systématique a été utilisée jusque dans les années 1990[réf. non conforme]. La radiation évolutive de ces espèces est considérée comme récente.
La tribu Anserini de la sous-famille des Anserinae regroupe les deux genres Anser (10 espèces) et Branta (cinq espèces). La divergence dans cette tribu a été estimé à 5 millions d'années sur la base de l'examen de fossiles[réf. non conforme].

## Comportement
La plupart des espèces de ce groupe habitent l'hémisphère nord et sont migratrices à part Bernache néné, le Coscoroba blanc et la Céréopse cendrée. La plupart de ces espèces ont des zones de reproduction situées dans les toundras et taïgas et en haute altitude comme l'Oie à tête barrée (Anser indicus). La seule espèce à vivre en étroite relation avec le milieu marin est la Bernache cravant (Branta bernicla).
Elles se reproduisent vers deux ou trois ans, et forment en général des couples monogames pour de longues périodes. Les espèces vivant en hautes altitudes comme l'Oie naine et la Bernache cravant ne pondent pas de nichée de remplacement, lorsque la première décède. Le nombre de oisons produits et leur survie dépend de plusieurs facteurs comme la météorologie et la modification de leur habitat. Le nombre de prédateurs indigènes ou introduits comme le Renard polaire et le Renard roux influent également. La chasse humaine a également une influence sur les populations d'oie cendrée par exemple.
Ces espèces migratrices nichent au nord l'été et hivernent au sud de l'Europe, au nord du Moyen-Orient, au centre de la Chine sur les côtes, les terres agricoles et les marais. Les oies non reproductrices obtiennent leur mue de migration au nord des zones de reproduction. Ceci s'explique par la possibilité d'accéder à des plantes à haute teneur protéique à croissance tardive nécessaire à la production d'un bon plumage ce qui est gourmand en énergie mais aussi d'éviter une concurrence alimentaire avec les groupes familiaux. Toutes les espèces ou toutes les populations ne migrent pas en même temps.
Les jeunes restent avec les parents, au moins le premier automne et hiver, mais chez certaines espèces, ils peuvent rester jusqu'à la saison de reproduction suivante. Les oies plus âgées apprennent au plus jeunes les couloirs de migrations et les nombreuses aires de repos. Plusieurs expériences visant à apprendre à des oies d'autres itinéraires plus surs ont été menées.

## Liste alphabétique des genres
- Tribu Anserini
  - Anser Brisson, 1760
  - Branta Scopoli, 1769
  - Cereopsis Latham, 1802
  - Coscoroba Reichenbach, 1853
  - Cygnus Bechstein, 1803